# Bufotes boulengeri
Espèce
Synonymes
- Bufo boulengeri Lataste, 1879
- Pseudepidalea boulengeri (Lataste, 1879)
- Bufo viridis var. maculata Camerano, 1884 "1883"

Statut de conservation UICN

 LC  : Préoccupation mineure
Bufotes boulengeri est une espèce d'amphibiens de la famille des Bufonidae.

## Répartition

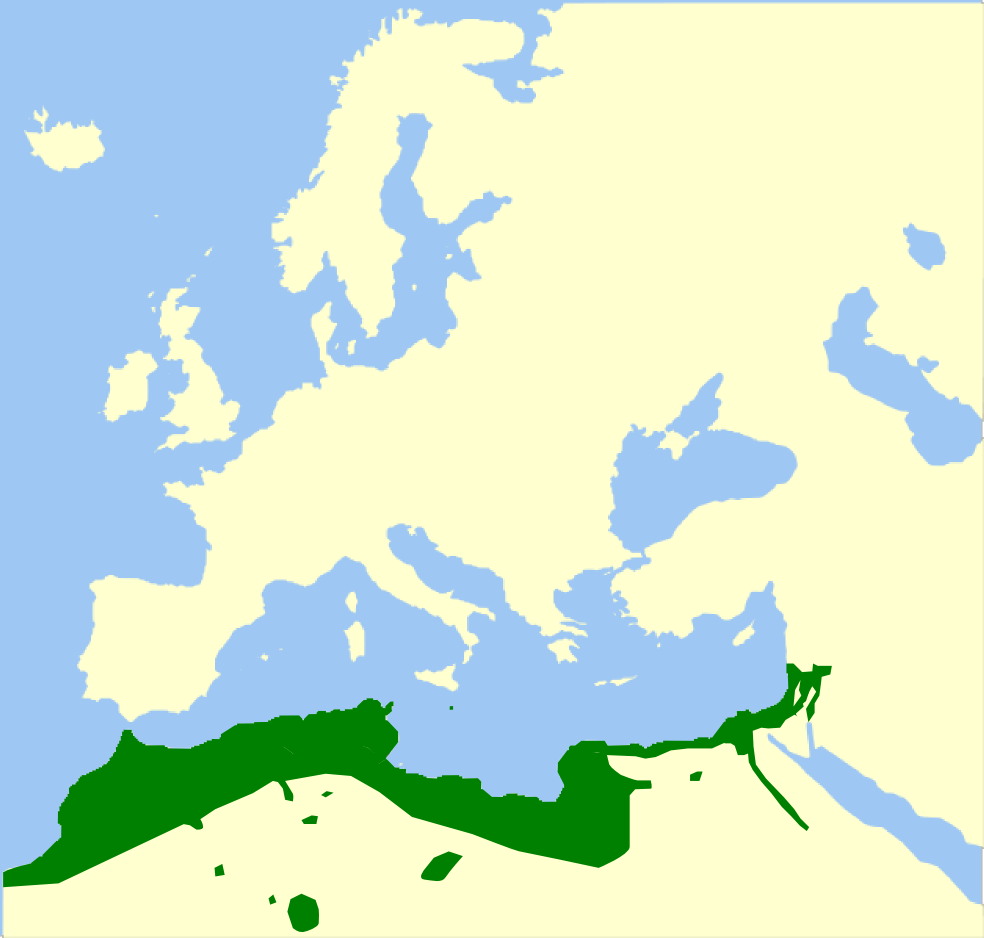
Distribution

Cette espèce se rencontre en Afrique du Nord, :
- au Maroc ;
- à Ceuta et Melilla en Espagne ;
- au Sahara occidental ;
- en Algérie ;
- en Tunisie ;
- sur l'île de Lampedusa en Italie.
- en Libye ;
- en Égypte.

Les spécimens provenant d'Israël, de Jordanie, d'Arabie saoudite et du Yémen ne sont pas rattachés de manière certaine. Il s'agit soit de Bufotes boulengeri, soit de Bufotes variabilis, soit de Bufotes viridis.

## Taxinomie
Cette espèce était considérée comme synonyme de Bufotes viridis, le Crapaud vert, jusqu'en 2006

## Étymologie
Cette espèce est nommée en l'honneur de George Albert Boulenger.

## Publication originale
- Lataste, 1879 : Sur les secours réciproques que peuvent se fournir la zoologie descriptive et la zoologie géographique. Revue internationale  des sciences, vol. 3, p. 434-438 (texte intégral).